# Poste Air Cargo
Poste Air Cargo – włoskie linie lotnicze cargo z siedzibą w Rzymie. Obsługują regionalne oraz czarterowe loty cargo.

## Historia
Linie w 1981 roku założył aktor Bud Spencer, komercyjne loty rozpoczęto w 1984 roku. Właścicielem firmy został TNT Express Worldwide, który w 2002 roku sprzedał 75% udziałów Poczcie Włoskiej.
Przewoźnik działał również na zlecenie Watykanu oferując tanie połączenia do miejsc świętych we Francji, Polsce, Hiszpanii oraz na Bliskim Wschodzie.
W połowie 2018 r. przewoźnik zawiesił wszystkie operacje pasażerskie z powodu nieopłacalności.
W dniu 1 października 2019 Mistral Air zmienił nazwę na Poste Air Cargo.

## Mistral Air w Polsce
16 czerwca 2016 Mistral Air zainaugurował regularne połączenie z Portu lotniczego Rzym-Fiumicino do Portu lotniczego Bydgoszcz-Szwederowo. Rejsy wykonywane były dwa razy w tygodniu. Z powodu niskiego zainteresowania ostatni lot odbył się 17 lipca 2017.

## Flota
| Typ             | Liczba | Zamówienia | Liczba pasażerów max. | Uwagi |
| --------------- | ------ | ---------- | --------------------- | ----- |
| ATR 72-500      | 3      | —          | Cargo                 |       |
| Boeing 737-400F | 1      | —          | Cargo                 |       |
| Razem           | 4      | —          |                       |       |